# 桐梓县
桐梓县，是中華人民共和國贵州省遵义市下辖的县，位于遵义市北部，总面积3207平方米，人口75万人，是中国方竹笋之乡。明万历二十九年（1601年），置桐梓县，隶于遵义军民府（后改称遵义府），归四川布政使司辖制。
桐梓县是古人类发祥地之一，有距今20万年前的“桐梓人”遗址。民国时期，以周西成、王家烈为代表的桐梓军政集团主政贵州10余年，中华民国海军学校在桐梓办学近8年，中华民国陆军将领张学良被囚禁在小西湖两年。

## 词源
原夜郎坝盆地中的临溪台地建有一城堡，周边种植有许多“桐”与“梓”两种树木，城堡故名“桐梓堡”。唐有珍州及所辖夜郎县州治、县治所所在桐梓堡，明初有桐梓驿所在的桐梓坡。明万历二十九年（1601年）播州改土归流时，置桐梓县，因桐梓驿得名，县治所在的冬青坪改称为桐梓，沿袭至今，已有400多年，今桐梓即指此。

## 历史

### 古代
唐貞觀十六年（642年），于桐梓地中部、北部置播州，遂改称珍州，置夜郎、丽皋、乐源3县。
唐元和二年（807年），废珍州，所属夜郎等县改属溱州，蒙山以南仍属带水县隶于播州。并隶于江南道黔中采访使。唐大中十三年（859年），南诏攻占播州。收复后，不久又失陷。唐僖宗乾符三年（876年），杨端入播，蒙山以南遂属播州杨氏据有，直至北宋末年。唐乾宁三年（896年），武泰节度使以其降王建。唐天佑四年（907年），后梁灭唐，是时王建于成都称帝建前蜀，桐梓随之属前蜀，境内建置不变，隶武泰军节度使。
后唐同光三年（925年），后唐灭前蜀，县境乃归后唐。后唐长兴元年（930年），后蜀攻占珍、涪等州，桐梓遂改属后蜀。
宋建隆元年（960年）地方建置：大行政区为路，中级为府（州、监、军），三级为县。宋乾德三年（965年），原珍州“蛮酋”田景迁以其地内附，赐名珍州仍名夜郎郡，领夜郎等县。宋开宝元年（968年），改珍州为西高州，仍名夜郎郡，领属不变，隶夔州路。桐梓境内建置不变。宋庆历八年（1048年），以黔州羁縻南、溱2州隶渝州，溱州仍名溱溪郡，领荣懿、扶欢两县（今桐梓县松坎以北地区）。宋治平三年（1066年），荣懿、扶欢为“熟夷”割据。熙宁三年（1070年），平“熟夷”，降两县为荣懿、扶欢两砦。宋熙宁八年（1075年），以南川县（今綦江县）铜佛坝地，置南平军，领隆化、南川县并荣懿、扶欢、开边、通安、安稳、归正5砦及溱州1堡，是时，松坎以北地区属南川县隶南平军。宋大观二年（1108年），木攀首领赵泰以地内附，别建溱州领溱溪、夜郎两县。播州杨光荣以地内附，诏建播州，领播川、琅川、带水3县。两州均隶夔州路。是时，桐梓地仍一分为三：蒙山以南属播州带水县，蒙山以上松坎以南属溱州夜郎县，松坎以北属溱溪县。宋宣和二年（1120年），废溱州及溱溪、夜郎两县，改为溱溪砦，隶南平军，溱溪砦治所在松坎。桐梓县境内设夜郎县478年，至此不存。翌年，废播州为城隶于南平军（并废琅川、播川、带水3县），播州城在今桐梓城南3里（马鞍山南侧之旧城坡）。宋宣和六年（1124年），以播州城为播川县，治所仍为播州城，隶于南平军，蒙山以南属播川县领域。宋端平三年（1236年），播川县移治白锦堡（不在今桐梓县境内），仍属南平军。嘉熙三年（1239年），复置播州，置安抚使，播川县为州治，仍隶于夔州路南平军。宋宝祐六年（1258年），复以宣和中所置播川县地为鼎山县，隶于南平军，移治于鼎山城。南宋度宗咸淳九年（1273年）又改原珍州并属县隶播州。
宋景炎元年，元至元十三年（1276年），元军占重庆，播、思等州降元。翌年，置播州安抚使司，隶于湖广行省。桐梓地遂属元。元至元十五年（1278年）十二月，从杨邦宪请，以鼎山县仍隶于播州。至元十六年（1279年），元灭南宋，统一全国，地方建制设行中书省，省下为路，置总管府，下为府，府领州，州领县。在西南少数地区，设土司、土官。是年正月，改鼎山县名播川县，仍治鼎山城，隶于播州安抚司。
元至正二十二年（1362年），明玉珍占川蜀地区称帝，建号为夏，思、播等州为其据，桐梓遂属于“明夏”8年之久。明洪武四年（1371年），“明夏”降明朝。五年，原播州安抚使及同知率地归附明朝，置播州宣慰使司，隶于四川行省，桐梓地属播州宣慰使司。六年，县境置播川驿（今魁岩栈）、桐梓驿（今新站）、松坎驿（今松坎），后增夜郎驿（今夜郎栈）。九年（1376年）改行省为布政使司，桐梓地属于四川布政使司。十五年（1382年），改隶于贵州布政使司。二十七年（1394年）复隶于四川布政使司。明洪武元年至万历二十八年（1368-1600年），桐梓境内，因袭元代土司制度，由播州土司宣慰使司分别委土官约分8片治理。明万历二十三年（1595年）于松坎设安边同知，不久即废。明万历二十九年（1601年），置桐梓县，隶于遵义军民府（后改称遵义府），归四川布政使司辖制。崇祯六年（1633年），改四川布政使司为四川省，桐梓隶属仍旧。
清顺治一年至十五年（1644-1658年），桐梓地属明朝残余势力南明政权遵义府。清康熙六十一年（1722年），改驿道，县境播川、桐梓、松坎、夜郎4驿乃废。清雍正六年（1728年），随遵义府改隶于贵州省至今。

### 近代

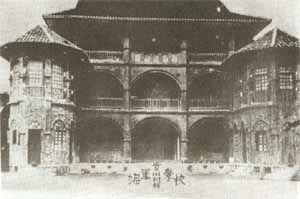
中华民国海军学校

清咸丰四年（1854年）八月，九坝杨龙喜起义，初六日占领桐梓，改桐梓为兴州，重庆提督万福于是年十二月十六日克桐梓，恢复原县名。民国2年（1913年），废府州建置，桐梓县隶于黔中道。民国9年（1920年），废黔中道，桐梓县直隶于省。抗战时期，中华民国海军学校于1938年夏秋(10月)间迁至贵州桐梓县城(史称“桐梓海校”)，驻桐8年后又于1946年1月迁至重庆山洞海军总司令部旧址待命(丁家后院)。

### 现代
1949年11月23日，中国人民解放军解放桐梓县城，是月29日，桐梓县人民政府成立。隶于西南行政区（1954年6月19日撤销）贵州省人民政府遵义专员公署（1967年1月改称遵义地区革命委员会，1979年1月改称遵义行政公署，1998年改称遵义市）。1955年，桐梓县第十区全区划为重庆市南桐礦區。

## 自然地理

### 位置境域
桐梓县位于贵州省北部，北与重庆市接壤，南接汇川区、仁怀市，西连鰼水縣和綦江,北抵重庆南川区、万盛区。地理坐标北纬27°57′-28°54′，东经106°26′-107°17′，全县南北最长处81公里，东西最宽处52公里。全县国土总面积3202平方公里。

### 地形地貌
桐梓县位于黔北山地与四川盆地的衔接地带，由于构造体系复杂，构造运动强烈，冰川作用显著，溶蚀、侵蚀并存，形成了独特的地貌景观，属黔北中山峡谷区。全县地势呈东北高、西南低形状，羊磴河、松坎河、桐梓河将全县切割为三个各具特征的地貌单元。县境内兼有山原、中山、丘陵、山间盆地、河流阶地等多种地貌形态，且岩溶广布，石峰林立，暗河、溶洞比较发育。

### 水文
桐梓县内河流均属长江水系，分属长江上游干流区赤水河、綦江河和乌江水系，计有大于20平方公里流域面积的河流57条，总长度831.48公里，河网密度0.26公里/平方公里。河流等级为：干流7条，一级支流32条，二级支流18条。主要河流桐梓河、松坎河、羊磴河集雨面积2919.45平方公里。

### 气候
桐梓属亚热带高原季风湿润性气候区，四季不甚分明，水热同季，雨量充沛，干、湿季明显，无霜期长，春暖风和，时有倒春寒，初夏多雨，盛夏多旱，热而不酷，秋温陡降有绵雨、“秋风”，冬无严寒，多云寡照，偶有凝冻，垂直地域分布差异大，立体气候显著。
桐梓多年平均阴天数245天，多年平均日照时数1091.6小时。1978年中央气象局整理的全国气候之最中列出桐梓年平均总云量8.4，年平均低云量7.2，冬季低云量8.5，均名列全国第一。桐梓年均温14.6℃，最冷月-5℃，最热月24.5℃。极端最高气温有37℃，极端最低气温-7℃。由于海拔高差大，气候垂直变化差异显著，“一山有四季，十里不同天”。桐梓属全省少雨区，年平均降雨量1038.8毫米。夏季降水量最多，冬季降水是最少，呈冬干夏湿现象。

### 自然资源

#### 土地
桐梓县境内土壤有水稻土、潮泥土、黄壤、石灰土、紫色土、黄棕壤6个土类，面积434.19万亩，占总土地面积的90.49%。其中酸性土壤46.37万亩，微酸性土壤238.76万亩，中性土壤122.41万亩，微碱性土壤9.04万亩。
桐梓县土地总面积480万亩，其中耕地133.13万亩（稻田37.89万亩，旱地95.24万亩），园地1.15万亩，林地184.04万亩，疏林草地10.3万亩，城乡居民点用地5.69万亩，工矿用地0.07万亩，交通用地2.14万亩，水域4.52万亩，特殊用地1.48万亩，未利用土地31.92万亩。  

#### 生物
据不完全统计，在全国植物区系15个地理成份中，桐梓县不同程度地具备了13个地理成份。境内珍稀植物较多，其中属国家一类保护树种有银杉、珙桐，二类保护树种有黄杉、香果树、青钱柳、水青树、红椿等，三类保护树种有穗花杉、厚朴、楠木等。县境内已发现中药材品种约千余种。方竹林总面积33万亩。
除普通野生动物外，县境内发现有黑葉猴、蟒、华南虎、麋鹿、云豹、大鲵、白鹤、红腹锦鸡、华南穿山甲、豺、水獭、大灵猫、小灵猫、林麝、斑羚、岩羊等国家保护珍稀动物。

#### 矿产
截至2014年3月，桐梓县境内初步查明矿藏29种，计有大型矿床1处，中型矿床7处，小型矿床多处，矿点52处，矿化点11处。其中煤炭储量47.72亿吨，是全国重点产煤县。石灰石分布极广，储量丰富，不少地区石灰岩质量较高，达到化工、水泥、玻璃和冶金用石灰岩一级标准。钾矿分布广泛。另有黄铁矿、菱铁矿、滑石、高嶺石、白云岩、石英、大理石、方解石、石膏、赤铁矿、铅锌矿、铝土矿等矿产资源。

## 行政区划
桐梓县下辖2个街道、20个镇、2个乡、1个民族乡。
- 街道：娄山关街道、海校街道
- 镇：楚米镇、新站镇、松坎镇、高桥镇、水坝塘镇、官仓镇、花秋镇、羊磴镇、九坝镇、大河镇、夜郎镇、木瓜镇、坡渡镇、燎原镇、狮溪镇、茅石镇、尧龙山镇、风水镇、容光镇、芭蕉镇
- 乡：小水乡、黄莲乡
- 民族乡：马鬃苗族乡

## 人口
2019年年末全县户籍人口747663人，其中：乡村人口482048人，城镇人口265615人。全县常住人口出生率为11.78‰,自然增长率5.86‰。

## 交通

### 铁路

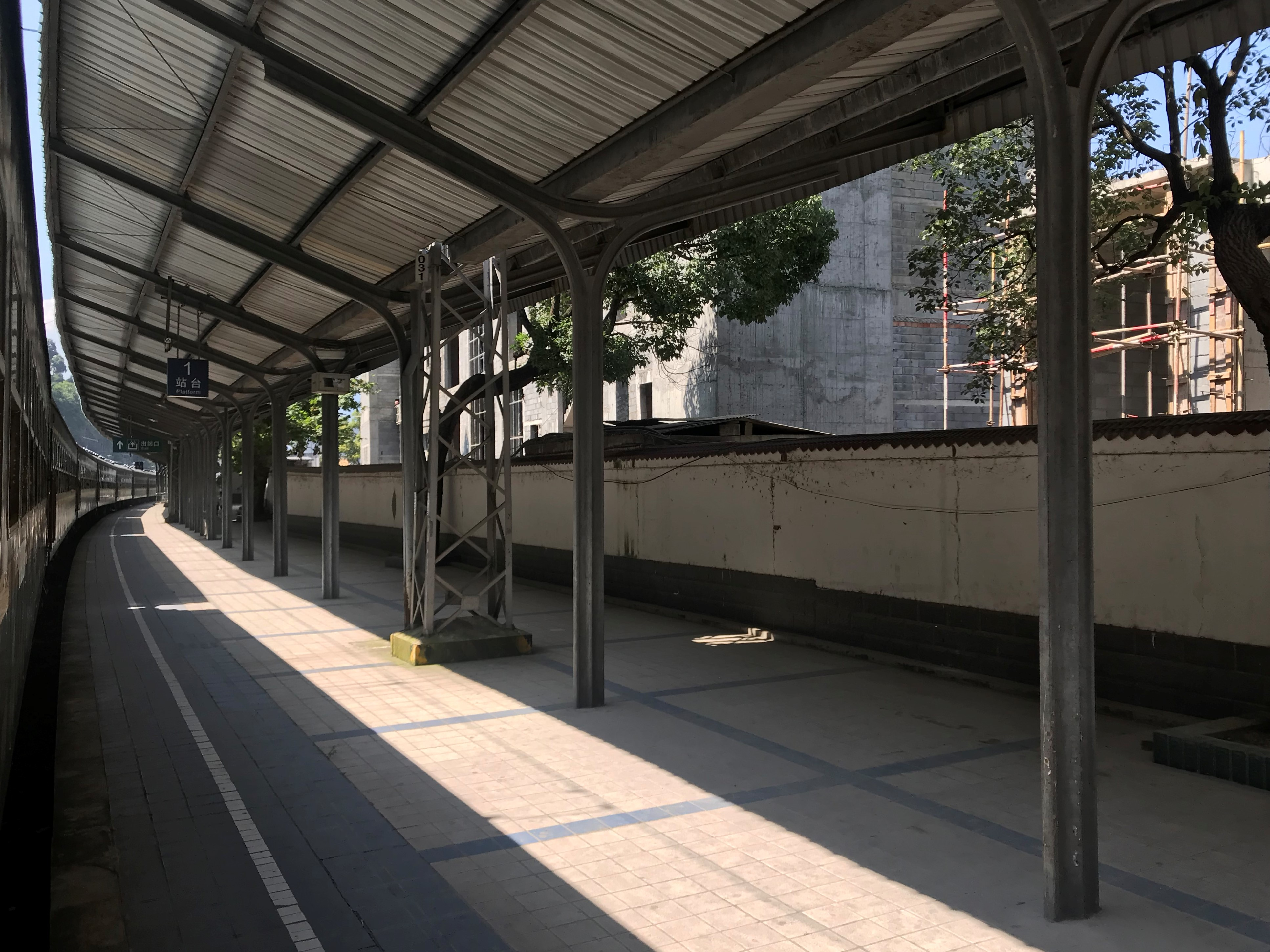
川黔铁路桐梓站

川黔铁路、渝貴铁路

### 公路
210国道、 352国道及 渝黔高速公路

## 经济
2019年，全县实现地区生产总值148.82亿元，按可比价格计算（增速下同），比上年增长9.2%。按产业分，第一产业增加值36.06亿元，比上年增长5.5%；第二产业实现增加值42.82亿元，比上年增长12.8%；第三产业实现增加值69.94亿元，比上年增长9.1%。第一产业增加值占生产总值的比重为24.2%，比上年降低1.2个百分点；第二产业增加值占生产总值的比重为28.8%，比上年增加0.8个百分点；第三产业增加值占生产总值的比重为47.0%，比上年增加0.3个百分点。全县人均生产总值28018元，比上年增长8.8%。
第二产业中，工业增加值26.62亿元，增长11.9%；建筑业增加值16.20亿元，增长14.5%。第三产业中，批发和零售业增加值3.06亿元，增长5.7%；住宿和餐饮业增加值3.70亿元，增长7.6%；交通运输、仓储和邮政业增加值6.58亿元，增长6.7%；金融业增加值7.27亿元，增长7.8%；房地产增加值5.18亿元，增长6.8%。

### 农业
- 桐梓魔芋：中国地理标志产品，桐梓魔芋富含丰富的淀粉、蛋白质、维生素等成分，在食品、医药及其他工业都有着比较广泛的应用。
- 桐梓黄牛：中国地理标志产品，桐梓黄牛正式有确切文字记载的时间，始于民国年间。据民国《桐梓县志》记载：“桐梓黄牛长期山区饲养，因而肉质密实，口感好。”
- 桐梓团芸豆：中国地理标志产品，种植历史有上百年，主产区为芭蕉镇，该镇每年都举办以团芸豆为主题的农民丰收节。
- 桐梓方竹笋：中国地理标志产品，桐梓县是国家林业局授予的“中国方竹笋之乡”。桐梓方竹笋外形略呈方形，触摸有棱角感，笋肉丰腴，腹空极小，肉质脆嫩，质佳味美，被已故著名林学家陈嵘教授誉为“竹笋之冠”。
- 花秋土鸡：中国地理标志产品，体型小，头昂尾翘体貌特征突出。白条鸡肌肉丰满富有弹性，背部和尾部脂肪分布均匀，肉质细腻鲜香。
- 桐梓蜂蜜：中国地理标志产品，呈琥珀色至深琥珀色，质地黏稠，气味清香，味甜润，无齁感。
- 娄山黄焖鸡
- 容光回锅羊肉
- 金橘蒸兔肉
- 桐梓香肠

## 旅游
- 娄山关
- 桐梓小西湖
- 夜郎坝古墓群
- “桐梓人”遗址